# アーバン・コンテンポラリー・ゴスペル
アーバン・コンテンポラリー・ゴスペル (Urban contemporary gospel)とは、新しいクリスチャンミュージックの一つである。
大半が、クリスチャン的な要素を含む歌詞から構成されているが、メロディラインは、多くのポップ・ミュージックと同じ物が多い。

## 代表的なアーティスト
- カーク・フランクリン (Kirk Franklin)
- キエラ・キキ・シェアード (Kierra "Kiki" Sheard)
- メアリー・メアリー (Mary Mary)
- タイ・トリベット (Tye Tribbett)
- ビー・スレイド (B.Slade)